# 李金川
李金川（1912年—1960年6月11日），臺灣苗栗縣通霄鎮客家人，木雕家，通霄雕刻始祖，朱銘的雕刻老師之一。

## 生平
1912年，李金川出生於通霄南和，客家人，自小善於繪畫，亦曾通過地方政府主辦的美術繪畫考試。他曾與朋友三義人吳羅松向三叉公學校（今三義建中國小）的日本籍美術老師學習雕刻，兩人日後皆成為著名的木雕師，同學還有李玉藏、李金水等人。
李金川公學校畢業後，在大甲鎮西歧碾米廠任職會計，並與該廠負責人女兒林梅結婚，生有長子李文輝、次子李武男。二次大戰期間，李金川被徵召，因領有大卡車證照，擔任運輸職務，常往來霧峰、大肚和清水。退役後，暫居在大甲鎮，任職大卡車司機，常往來中彰地區，這些公路經驗，日後對他在從事雕刻品行銷有所幫助。在任職大卡車司機時間，他與姪兒李玉藏拜綽號「巧朝相」的福州陳姓雕刻師為師。
1951年，李金川回通霄，暫落腳在南和故居，堂兄李金沐與李金泰後來邀他參與通霄慈惠宮的擴建。他雕有前殿橫樑上面人物，如「人生四暢」（撚鼻、掏耳、 搔背、伸腰）。其他建廟參與者還有李松林、黃連吉、徐茂發等木雕師，陳萬成、張木成、黃龜理等石雕師，李再家、梁紀英、朱朝鳳、徐輝偉等泥塑、剪黏匠師。
李金川的刀法讓人驚嘆，當時有近百名青年爭相找他拜師學藝，開啟了通霄鎮的木雕風氣。在地方人士的紹介下，他在通霄鎮內的和平路做為開業授徒之地，店號取為「宏光軒雕刻社」。
少年時的朱銘曾拜李金川為師，與眾多弟子一起學雕佛像和龍柱，他表示師傅都傾囊相授。李金川並不加以「糾正」朱銘過於粗獷的粗胚，還十分欣賞朱銘自己暗暗摸索雕刻、「不守規矩」的行為。李金川曾說過朱銘身上有兩種能力，「一種是從我身上學到的傳統木雕的能力；一種是創作的能力。」
除以木雕貢獻地方外，李金川也協助通霄海水浴場的開發。
李金川得知對於美援相關消息後，相當極積為通霄爭取，望能於家鄉建立一所雕刻學校，提供鎮民有就業機會，因此以雙掛號的方式寄寫信至蔣經國，但卻無下文。八七水災，他的許多手畫稿與資料付諸流水，身心受創，一病不起，逝世在大甲家中。

## 身後
1964年，尖豐公路三義路段（今台13線）開通，加速三義鄉木雕發展，賺取大量外匯。通霄與三義兩地的木雕業合作，形成上下游的關係，造成兩地木雕業曾興盛一時。
1964年，羅素良、洪文垣、鄭元凱等李金川的徒弟們為完成老師的理想，於同年共同發起組成「通霄雕刻生產合作社」，地址座落在通霄鎮中山路上。次年，朱銘在該社聘擔任講師。
朱銘美術館二樓陳放許多朱銘老師李金川的手稿與楊英風的雕塑品。2007年，朱銘美術館二樓舉辦「典型在夙昔 李金川、楊英風紀念展」，分為「大師‧無隅楊英風」及「巧工‧技藝 李金川」兩子題。